# Пхек (округ)
Пхек (англ. Phek) — округ в индийском штате Нагаленд. Образован в 1973 году из части территории округа Кохима. Административный центр — город Пхек. Площадь округа — 2026 км². По данным всеиндийской переписи 2001 года население округа составляло 148 195 человек. Уровень грамотности взрослого населения составлял 70,6 %, что выше среднеиндийского уровня (59,5 %). Доля городского населения составляла 8,7 %.